# Hemicercopis
Hemicercopis is een geslacht van halfvleugeligen uit de familie schuimcicaden (Cercopidae). De wetenschappelijke naam van dit geslacht is voor het eerst geldig gepubliceerd in 1920 door Schmidt.

## Soorten
Het geslacht Hemicercopis omvat de volgende soorten:
- Hemicercopis pallidulus Blöte, 1957
- Hemicercopis simplex Schmidt, 1920
- Hemicercopis translucida Lallemand & Synave, 1955